# 法伊 (摩泽尔省)
法伊（法語：Failly，法語發音：[faji]）是法国摩泽尔省的一个市镇，属于梅斯区。

## 地理
法伊（49°9'33"N, 6°15'51"E）面积6.74 平方千米，位于法国大東部大區摩泽尔省，该省份为法国东北部内陆省份，是洛林的一部分，西南接默尔特-摩泽尔省，东临下莱茵省，北与卢森堡和德国接壤。
与法伊接壤的市镇（或旧市镇、城区）包括：沙尔利-奥拉杜尔、努伊、圣巴尔布、桑里莱维日、塞尔维尼-莱圣巴尔布、瓦尼。

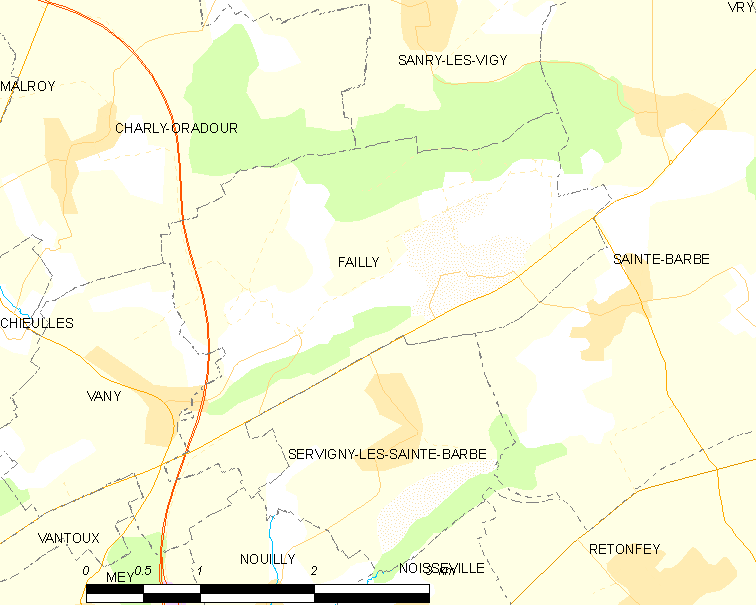
的OSM定位图

法伊的时区为UTC+01:00、UTC+02:00（夏令时）。

## 行政
法伊的邮政编码为57640，INSEE市镇编码为57204。

## 政治
法伊所属的省级选区为梅斯地区县。

## 人口

1962-2008年间人口变化图示

法伊于2022年1月1日时的人口数量为542人。